# Клан Андон Ким

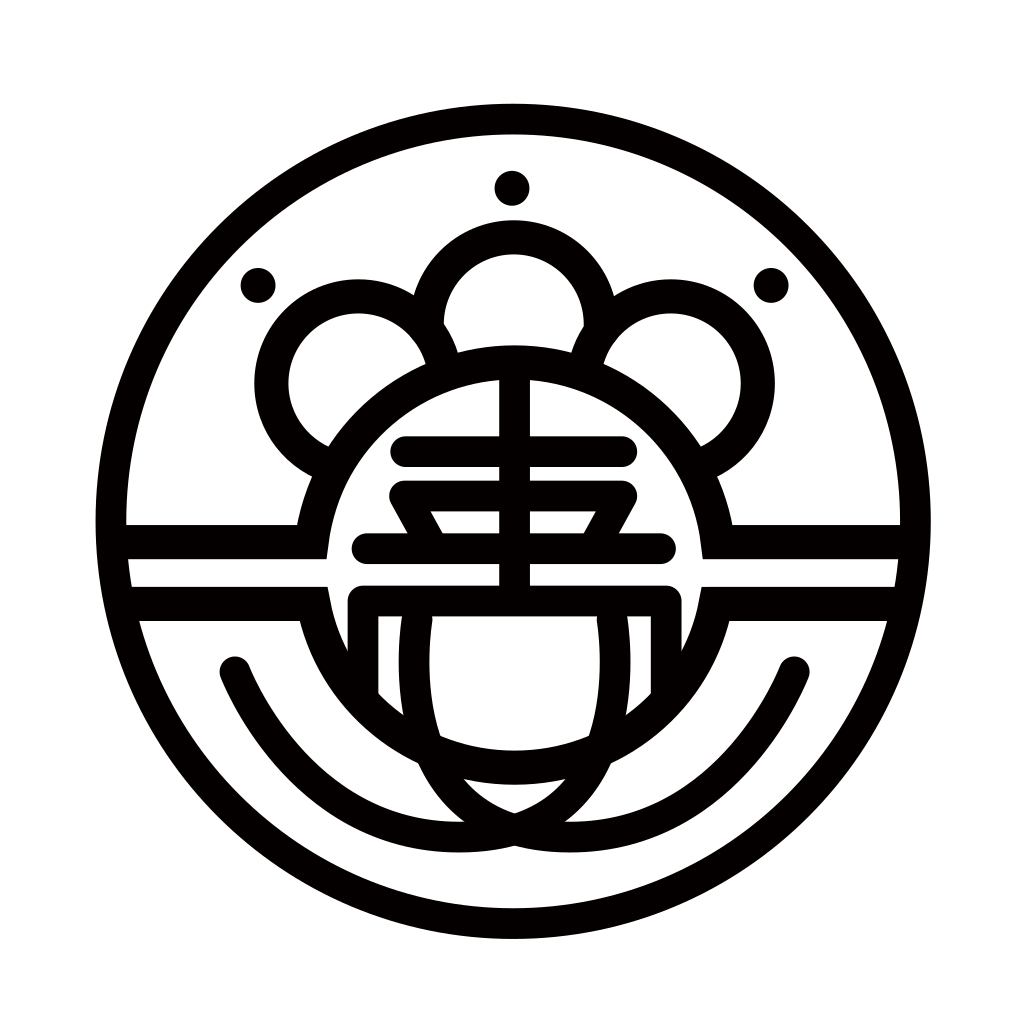
Семейный герб/печать клана Андон Ким

Клан Андо́н Ким (хангыль: 안동 김씨, ханча: 安東 金氏) относится к двум корейским кланам фамилии Ким. Представители кланов были известными семьями янбан во времена корейского государства Чосон. Клан происходил из Андона, провинция Северный Кёнсан, и был основан во времена государства Корё. Из этих кланов произошло много людей, прошедших госэкзамены кваго, а также три чосонских королевы: Сунвон, Хёхён и Чхорин. Оба клана происходят от клана Кёнджу Ким, и в 2015 году перепись насчитала в общей сложности 519 719 членов из обоих кланов.

## Виды

### Клан Андон Ким (старый)
Старый клан Андон Ким (구 안동 김씨, 舊 安東 金氏) был основан во времена династии Корё Ким Бангёном (김방경, 金方慶; 1212–1300), который позже сделал своего наследника Ким Сок Сына (김숙승, 金叔濿) , внука Кёнсуна или Ким Ир Гына (김일긍, 金日兢), прародителями клана. Клан был также известен как клан Санрак Ким (상락 김씨, 上洛 金氏).
Когда монголы вторглись в государство во время правления короля Коджона, Ким Бангён вошел на остров Видо ,Собук-мён в 1248 году как Пёнма Пангван . Он был занесен в Центральную книгу рекордов, а в 1283 году он был убит, имея титул Наследный принц Тройственного Великого Гвана, Чомый Джунчан и Панчжонри Саса. Таким образом, король приказал Кима основать клан. Перепись 2015 года показала, что количество членов составляет 425 264 человека.

### Клан Андон Ким (новый)
Ким Сыбдон (김습돈, 金習敦) сделал своего предка, Ким Сонпхёна (김선평, 金宣平), основателем нового клана Андон Ким (신 안동 김씨, 新 安東 金氏). Ким Сонпхён был одним из основателей династии Корё. Первоначально он был смотрителем провинции Андон. Позже он получил новую фамилию от Тхэджо благодаря его вкладу в основание новой династии. В 2015 году количество членов клана Новый Андон Ким составило 47 702 человека.

## Упадок
Хынсон Дэвонгун лишил клана Андон Ким большей части власти в 19 веке. Во время реформы Кабо класс Янбан был упразднен.

## Выдающиеся представители клана Старый Андон Ким
- Ким Суксын (внук Кёнсуна [2])
- Королевская благородная супруга Мён (наложница Тхэджона)
- Наследная принцесса Хви (первая жена Мунджона)
- Ким Симин (генерал во времена династии Чосон)
- Ким Джачжом (ученый и политик во времена династии Чосон)
- Ким Гу (политик и активист/борец за независимость в 20 веке)
- Ким Джиль (ученый и политик во времена ранней династии Чосон)

## Выдающиеся представители клана Новый Андон Ким
- Ким Джосун , корейский политический деятель позднего периода Чосон.
- Королева Сунвон, королева-консорт и жена короля Сунджо
- Ким Джвагын , корейский политический деятель позднего периода Чосон.
- Королева Хёхён, королева-консорт и жена короля Хонджона
- Королева Чхорин, королева-консорт и жена короля Чхольчона
- Ким Ок Кюн , реформистский активист позднего периода Чосон.
- Ким Чвачин , корейский генерал и активист независимости
- Ким Ду Хан , южнокорейский мафиози, политик и антикоммунистический активист.
- Ким Ыль Дон, южнокорейский политик и бывшая актриса